# Gages (Brugelette)
Gages (wa. Gådje) – dzielnica (section) gminy Brugelette w Belgii, w Regionie Walońskim, w prowincji Hainaut, w okręgu Ath. 1 stycznia 2020 roku liczyła 371 mieszkańców. Do 31 grudnia 1976 samodzielna gmina.

## Demografia
Liczba mieszkańców, stan na 1 stycznia:
| Rok                | 1930 | 1947 | 1961 | 2020 |
| ------------------ | ---- | ---- | ---- | ---- |
| Liczba mieszkańców | 405  | 349  | 345  | 371  |

## Transport
Przez teren dzielnicy przebiega droga regionalna N523.